# Ньєнчен-Танглха
Ньєнчен-Танглха (англ. Nyenchen Tanglha; тибет.གཉན་ཆེན་ཐང་ལྷ་; вайл. Gnyan-chen-thang-lha; кит.: 念青唐古拉峰; пін. Niànqīng Tánggǔlā Fēng) — гора в Азії, висотою 7162 м — найвища вершина гірського хребта Ньєнчен-Танглха, що на півдні Тибетського плато у Китаї, який разом з гірським хребтом Гангдісе утворює Трансгімалаї.

## Географія
Гора Ньєнчен-Танглха — найвища вершина Трансгімалайського хребта, є гірським масивом, який складається з кількох вершин (висота чотирьох з них більше 7000 м), розташована в західній частині одноіменного гірського хребта на вододілі між річкою Ярлунг Цангпо (верхня частина Брахмапутри) на півдні та безстічною областю високогірного плато Чангтан на півночі. Також, у межах Тибету масив формує вододіл між річками Ярлунг-Цангпо (верхня Брахмапутра) та Ну-Цзян (Салуїн). Масив лежить за 20 км на південь від берега озера Намцо. Адміністративно розташована в окрузі Дамшунг, префектури Лхаса, Тибетського автономного району.
Головна вершина масиву — гора Ньєнчен-Танглха I має абсолютну висоту 7162 метри над рівнем моря. Відносна висота — 2239 м, з найвищим сідлом — 4923 м (30°25′57″ пн. ш. 81°37′28″ сх. д. / 30.43250° пн. ш. 81.62444° сх. д.), яке розташоване біля джерела річки Ярлунг Цангпо (Брахмапутра). Топографічна ізоляція вершини відносно найближчої вищої гори Норін-Канг (7206 м) — становить 162,12 км.

### Підкорення
Перший підйом на Головну вершину — Ньєнчен-Танглха I відбувся 8 травня 1986 року членами японської експедиції.

### Вершини
Ньєнчен-Танглха має чотири вершини висотою понад 7000 м, розташовані в послідовності з північного заходу на південний схід: Ньєнчен-Танглха II, Ньєнчен-Танглха III, Ньєнчен-Танглха I та Ньєнчен-Танглха IV.
| Вершина             | Висота (м) | ВВ (м) | Батьківська вершина | Ізол. (км) | Координати                                                                      | Перше сходження |
| ------------------- | ---------- | ------ | ------------------- | ---------- | ------------------------------------------------------------------------------- | --------------- |
| Ньєнчен-Танглха I   | 7162       | 2239   | Норін-Канг          | 162,12     | 30°22′3″ пн. ш. 90°35′6″ сх. д. / 30.36750° пн. ш. 90.58500° сх. д.             | 8 травня 1986   |
| Ньєнчен-Танглха II  | 7117       | 217    | Ньєнчен-Танглха I   | 3,42       | 30°23′20.59″ пн. ш. 90°33′33.69″ сх. д. / 30.3890528° пн. ш. 90.5593583° сх. д. | 28 липня 1989   |
| Ньєнчен-Танглха III | 7111       | 111    | Ньєнчен-Танглха II  | 1,46       | 30°23′2.33″ пн. ш. 90°34′25.29″ сх. д. / 30.3839806° пн. ш. 90.5736917° сх. д.  | 22 серпня 1995  |
| Ньєнчен-Танглха IV  | 7046       | 246    | Ньєнчен-Танглха I   | 1,38       | 30°22′5.21″ пн. ш. 90°36′2.67″ сх. д. / 30.3681139° пн. ш. 90.6007417° сх. д.   |                 |